# Phylloicus perija
Phylloicus perija is een schietmot uit de familie Calamoceratidae. De soort komt voor in het Neotropisch gebied.